# Chromakopia
Chromakopia es el octavo álbum de estudio del rapero estadounidense Tyler, the Creator. Fue lanzado el 28 de octubre de 2024 por Columbia Records, como continuación de su disco anterior Call Me If You Get Lost (2021). Escrito, producido y arreglado íntegramente por el propio Tyler, el álbum cuenta con la participación de diversos artistas invitados, entre ellos Daniel Caesar, Doechii, GloRilla, LaToiya Williams, Lil Wayne, Lola Young, Santigold, Schoolboy Q, Sexyy Red y Teezo Touchdown. Las ediciones físicas del disco incluyen además una colaboración adicional con Playboi Carti.
Chromakopia combina géneros como el hip-hop, el jazz y el soul, en una línea sonora que recuerda a trabajos anteriores del artista como Flower Boy (2017) e Igor (2019). Conceptualmente, el álbum adopta la forma de un diario personal narrado por la madre de Tyler, Bonita Smith, y estructurado en torno a experiencias personales del artista a lo largo de distintas etapas de su vida, representadas por cada pista del disco.
El álbum fue recibido con elogios generalizados por parte de la crítica, que destacó su lirismo, coherencia narrativa y producción musical. Incluso su carácter caótico y en ocasiones confuso fue señalado como un aspecto positivo que reforzaba su propuesta artística.
Chromakopia fue impulsado por los sencillos «Noid» y «Sticky», junto a los sencillos promocionales «St. Chroma» y «Thought I Was Dead». Comercialmente, fue un éxito rotundo, debutando en el primer puesto de las listas en nueve países. En Estados Unidos, alcanzó el número uno del Billboard 200, convirtiéndose en el tercer álbum de Tyler en lograr dicha posición. Varios temas del álbum, como «Noid» y «St. Chroma», también ingresaron en el Billboard Hot 100. En 2025, el artista inició la gira mundial Chromakopia: The World Tour para promocionar el álbum.

## Concepto
El 16 de octubre de 2024, fue publicado de manera sorpresiva una versión breve de «St. Chroma», junto a un vídeo promocional. En el vídeo, Tyler aparece enmascarado y usando un traje verde, liderando una marcha de diez hombres sin rostro. Antes del lanzamiento, se especulaba que el alter ego era una representación de Chroma the Great, el director de orquesta de la novela infantil The Phantom Tollbooth (1961). Durante un listening party exclusivo, Tyler estuvo revelando detalles y el significado detrás del álbum. Uno de los aspectos se trata de las enseñanzas de su madre en su adolescencia y que ahora pudo entender, con otros tópicos como sus miedos sobre la paternidad, vínculo afectivos y relaciones parasociales por parte de sus fanáticos.

## Lista de canciones
| Edición estándar |                                                             |          |  |
| N.º              | Título                                                      | Duración |  |
| 1.               | «St. Chroma» (con Daniel Caesar)                            | 3:17     |  |
| 2.               | «Rah Tah Tah»                                               | 2:45     |  |
| 3.               | «Noid»                                                      | 4:44     |  |
| 4.               | «Darling, I» (con Teezo Touchdown)                          | 4:13     |  |
| 5.               | «Hey Jane»                                                  | 4:00     |  |
| 6.               | «I Killed You»                                              | 2:48     |  |
| 7.               | «Judge Judy»                                                | 4:29     |  |
| 8.               | «Sticky» (con GloRilla, Sexyy Red y Lil Wayne)              | 4:15     |  |
| 9.               | «Take Your Mask Off» (con Daniel Caesar y LaToiya Williams) | 4:13     |  |
| 10.              | «Tomorrow»                                                  | 3:02     |  |
| 11.              | «Thought I Was Dead» (con Schoolboy Q y Santigold)          | 3:27     |  |
| 12.              | «Like Him» (con Lola Young)                                 | 4:38     |  |
| 13.              | «Balloon» (con Doechii)                                     | 2:34     |  |
| 14.              | «I Hope You Find Your Way Home»                             | 4:29     |  |
| 52:54            |                                                             |          |  |

| Prueba de prensado limitado (CD / Vinilo) |                                                      |          |  |
| N.º                                       | Título                                               | Duración |  |
| 9.                                        | «Mother»                                             | 4:14     |  |
| 11.                                       | «Thought I Was Dead» (con Playboi Carti y Santigold) | 3:27     |  |
| 57:08                                     |                                                      |          |  |

Notas
- En las ediciones limitadas, «Mother» reemplaza a «Balloon».

## Posicionamiento en listas
| Listas (2024)                              | Mejor posición |
| ------------------------------------------ | -------------- |
| Alemania (Offizielle Top 100)              | 4              |
| Australia (ARIA Charts)                    | 1              |
| Australia (ARIA Top 40 Hip Hop/R&B Albums) | 1              |
| Austria (Ö3 Austria Top 40)                | 3              |
| Bélgica (Ultratop Flandes)                 | 2              |
| Bélgica (Ultratop Wallonia)                | 4              |
| Canadá (Canadian Albums)                   | 1              |
| Escocia (Scottish Albums)                  | 1              |
| Eslovaquia (ČNS IFPI)                      | 2              |
| España (Top 100 Álbumes)                   | 7              |
| Estados Unidos (Billboard 200)             | 1              |
| Estados Unidos (Top R&B/Hip-Hop Albums)    | 1              |
| Francia (SNEP)                             | 19             |
| Irlanda (Irish Albums)                     | 1              |
| Lituania (AGATA)                           | 2              |
| Nueva Zelanda (RIANZ)                      | 1              |
| Países Bajos (Album Top 100)               | 1              |
| Reino Unido (UK Albums)                    | 1              |
| Reino Unido (UK Hip Hop and R&B Albums)    | 1              |
| Suiza (Schweizer Hitparade)                | 1              |

| Listas (2024)                              | Posición |
| ------------------------------------------ | -------- |
| Australia (ARIA Top 100 Albums)            | 74       |
| Australia (ARIA Top 50 Hip Hop/R&B Albums) | 19       |
| Bélgica (Ultratop Flandes)                 | 106      |
| Nueva Zelanda (RMNZ)                       | 42       |
| Suiza (Schweizer Hitparade)                | 67       |

## Certificaciones
| País          | Organismo certificador | Certificación | Ventas certificadas | Ref.   |
| ------------- | ---------------------- | ------------- | ------------------- | ------ |
| Canadá        | Music Canada           | Platino       | 80 000              | [ 29 ] |
| Nueva Zelanda | Recorded Music NZ      | Oro           | 7 500               | [ 30 ] |
| Reino Unido   | BPI                    | Oro           | 100 000             | [ 31 ] |